# 今村彰伸
今村 彰伸（いまむら あきのぶ、1986年1月30日 - ）は、熊本県熊本市出身の元ハンドボール選手。

## 経歴
2007年11月に日本ハンドボールリーグの豊田合成へ加入。
2008-09年シーズンはチームトップ（リーグ15位）の82得点を記録した。
2009-10年シーズンはリーグ3位の80得点を挙げた。
2010年は第15回ヒロシマ国際大会の日本代表に選出された。
2010-11年シーズンはリーグ4位の83得点を記録。フィールド得点はリーグ2位を記録した。
2012年はジャパンカップや第17回ヒロシマ国際大会の日本代表（ロンドン五輪のメンバーを除いた次世代代表）に選出。
2012-13年シーズンはリーグ7位のフィールド得点（69得点）を記録。
2013年の第3回社会人選手権ではベストセブンに選ばれた。同年9月14日のトヨタ車体戦で通算400得点を達成。
2015年3月7日の琉球コラソン戦で通算500得点を達成。
2018-19年シーズン限りで現役を引退。

## 詳細情報

### 年度別成績
| 年        | チーム    | 試合 | フィールド 得点 | 率   | 7m    | 合計     | 警告 | 退場 | 失格 |
| --------- | --------- | ---- | --------------- | ---- | ----- | -------- | ---- | ---- | ---- |
| 2007-08   | 豊田合成  | 7    | 21/50           | .420 | 1/2   | 22/52    | 2    | 2    | 0    |
| 2008-09   | 豊田合成  | 18   | 79/195          | .405 | 3/4   | 82/199   | 15   | 11   | 0    |
| 2009-10   | 豊田合成  | 14   | 80/166          | .482 | 22/31 | 80/167   | 6    | 9    | 0    |
| 2010-11   | 豊田合成  | 14   | 83/151          | .550 | 0/0   | 83/151   | 5    | 4    | 0    |
| 2011-12   | 豊田合成  | 14   | 61/146          | .418 | 0/0   | 61/146   | 7    | 7    | 0    |
| 2012-13   | 豊田合成  | 16   | 69/152          | .454 | 0/0   | 69/152   | 10   | 8    | 0    |
| 2013-14   | 豊田合成  | 16   | 62/148          | .419 | 0/0   | 62/148   | 7    | 5    | 1    |
| 2014-15   | 豊田合成  | 16   | 44/103          | .427 | 0/0   | 44/103   | 5    | 2    | 0    |
| 2015-16   | 豊田合成  | 13   | 25/70           | .357 | 0/0   | 25/70    | 5    | 7    | 0    |
| 2016-17   | 豊田合成  | 16   | 18/34           | .529 | 0/0   | 18/34    | 2    | 2    | 0    |
| 2017-18   | 豊田合成  | 20   | 1/6             | .167 | 0/0   | 1/6      | 1    | 1    | 0    |
| 2018-19   | 豊田合成  | 24   | 3/4             | .750 | 0/0   | 3/4      | 1    | 0    | 0    |
| JHL：12年 | JHL：12年 | 188  | 546/1225        | .446 | 26/37 | 572/1262 | 66   | 58   | 1    |

- 各年度の太字はリーグ最高

### JHLプレーオフ
| 年      | チーム   | 試合                       | フィールド 得点 | 率 | 7m  | 合計 | 警告 | 退場 | 失格 |
| ------- | -------- | -------------------------- | --------------- | -- | --- | ---- | ---- | ---- | ---- |
| 2017-18 | 豊田合成 | 大同特殊鋼戦 (1stステージ) | 0/0             | -  | 0/0 | 0/0  | 0    | 0    | 0    |
| 2018-19 | 豊田合成 | トヨタ車体戦 (2ndステージ) | 0/0             | -  | 0/0 | 0/0  | 0    | 0    | 0    |

### タイトル・表彰

#### 社会人選手権
- ベストセブン：1回 (2013年)

### 記録

#### 日本ハンドボールリーグ
- フィールドゴール初得点：2007年11月24日、対Honda戦（稲沢総合体育館）[14]
- 7mスロー初得点：2008年1月12日、対北陸電力戦（熊本県立総合体育館）[15]
- 通算400得点：2013年9月14日、対トヨタ車体戦（豊田合成健康管理センター）[9]
- 通算500得点：2015年3月7日、対琉球コラソン戦（TGアリーナ）[11]

### 背番号
- 13 (2007年 - 2019年)

## 代表歴
- ヒロシマ国際大会 (2010年・2012年)
- ジャパンカップ (2012年)